# Amphilophus calobrensis
Amphilophus calobrensis är en fiskart som först beskrevs av Meek och Hildebrand, 1913.  Amphilophus calobrensis ingår i släktet Amphilophus och familjen Cichlidae. Inga underarter finns listade i Catalogue of Life.